# Дицман, Фриц
Фриц Дицман (нем. Fritz Dietzmann, Friederich Gustav Vilhelm Dietzmann; 26 марта 1898, Копенгаген — 9 февраля 1963) — датский виолончелист немецкого происхождения.
Сын Пауля Дицмана, немецкого виолончелиста, в ранней юности обосновавшегося в Дании и игравшего в эстрадных и цирковых оркестрах. Дебютировал на сцене в пятилетнем возрасте, в 1905—1914 гг. выступал в составе семейного трио виолончелей с отцом и старшим братом Рудольфом Дицманом (1895—1949). В 1911 г. гастролировал в Швеции, в 1917 г. в США. В 1924—1926 гг. работал музыкальным консультантом киностудии Nordisk Film. С 1926 г. концертмейстер виолончелей в Датской королевской капелле. Преподавал в Королевской Датской консерватории, среди его учеников, в частности, Эрлинг Блёндаль Бенгтссон.